# Петрі Варіс
Петрі Варіс (фін. Petri Varis; 13 травня 1969, м. Варкаус, Фінляндія) — фінський хокеїст, лівий нападник. 
Вихованець хокейної школи «Карху-Кіссат». Виступав за «Карху-Кіссат», «КооКоо» (Коувола), «Ессят» (Порі), «Йокеріт» (Гельсінкі), «Чикаго Блекгокс», «Індіанаполіс Айс» (ІХЛ), «Кельнер Гайє», «ЦСК Лайонс», «ГСК Лайонс», «Таппара» (Тампере). 
У складі національної збірної Фінляндії учасник зимових Олімпійських ігор 1994, учасник чемпіонату світу 1997. 
Досягнення
- Бронзовий призер зимових Олімпійських ігор (1994)
- Чемпіон Фінляндії (1994, 1996, 1997), срібний призер (1995, 2000, 2005, 2007)
- Володар Кубка європейських чемпіонів (1995, 1996)
- Володар Континентального кубка (2002).